# Landa, Kungsbacka kommun
Landa är kyrkbyn i Landa socken i Kungsbacka kommun. I orten ligger Landa kyrka.